# Llert
Llert es una localidad española situada en el municipio de Valle de Bardají, en la comarca de la Ribagorza, provincia de Huesca, Aragón. También es la capital del municipio.

## Toponimia
El topónimo podría provenir del vasco Leher que significa 'pino', al que se le añade el sufijo locativo -ti, todo junto escrito Leherti, 'lugar de pinos'. Durante los siglos xii-xiii en Aragón, era común representar el sonido de la grafía l en algún caso, con la forma palatal líquido, por lo tanto, se le añadió al topónimo la Ll.

## Historia
Es documentado ya en el año 958 con el nombre de Lert. Es citado en 1023 por la consagración de la iglesia de Santa María de Nocellas. Vuelve a ser citada más tarde, en 1140, cuando la ermita de San Adrián fue consagrada.

## Lugares de interés

### Iglesia de San Esteban Protomártir
Iglesia de nave única, original del siglo xii. El templo está edificado con sillares toscamente trabajados. Su interior se compone de una elevada nave cubierta por medio cañón segmentada por dos pilastras que sustentan sendos fajones. A los pies después del segundo fajón se construyó un arco apuntado que sostiene el coro de madera. También hay una pila bautismal gallonada y una pintura hecha en tabla que muestra el bautismo de Jesús, probablemente del siglo xvii. Se pueden ver indicios de la existencia de pinturas en algunas zonas, que se encuentran muy agrietadas. Se encuentra en la parte alta de la localidad.

### Ermita de San Adrián
Se trata de una ermita de origen eremítico, consagrada el año 1140 por Gaufrido, obispo de Roda-Barbastro, y construida por un monje llamado Pedro, del monasterio de San Vicrtorián. Se conservan escasos restos de la planta rectangular de la ermita, era de estilo románico. En el Museo Diocesano de Barbastro se conserva una talla de madera de esta ermita que representa la imagen de San Adrián.

## Demografía
| Gráfica de evolución de Llert entre 2000 y 2021 |
|                                                 |
| Población según el INE en 2021.                 |